# テーリオ
テーリオ（伊: Teglio）は、イタリア共和国ロンバルディア州ソンドリオ県にある、人口約4,400人の基礎自治体（コムーネ）。

## 地理

### 位置・広がり
ソンドリオ県中部に位置するコムーネ。ティラーノから西南西へ10km、県都ソンドリオから東へ15km、州都ミラノから北東へ104kmの距離にある。

#### 隣接コムーネ
隣接するコムーネは以下の通り。BGはベルガモ県、BSはブレシア県所属。CH-GRはスイス・グラウビュンデン州所属を示す。
- アプリーカ
- ビアンツォーネ
- ブルジオ（英語版） (CH-GR)
- カステッロ・デッラックア
- キウーロ
- コルテノ・ゴルジ (BS)
- パイスコ・ロヴェーノ (BS)
- ポンテ・イン・ヴァルテッリーナ
- スキルパーリオ (BG)
- ヴァルボンディオーネ (BG)
- ヴィッラ・ディ・ティラーノ
- ヴィルミノーレ・ディ・スカルヴェ (BG)

### 地勢・地形
- 河川：アッダ川

### 地震分類
イタリアの地震リスク階級 (it) では、3 に分類される
。

## 行政

### 山岳部共同体
広域行政組織である山岳部共同体「ヴァルテッリーナ・ディ・ティラーノ山岳部共同体」 (it:Comunità montana della Valtellina di Tirano) （事務所所在地: ティラーノ）を構成するコムーネの一つである。

### 分離集落
テーリオには、以下の分離集落（フラツィオーネ）がある。
- Carona, San Giacomo, San Gervasio, San Giovanni, Pila, San Rocco, Somasassa, Cà Frigeri Tresenda

## 文化・観光
「スローシティ」加盟都市である。